# 吉士磐金
吉士 磐金（きし の いわかね）、あるいは難波吉士 磐金（なにわ の きし いわかね、生没年不詳）は、飛鳥時代の豪族。

## 出自
「吉士」は元来、古代朝鮮における「首長・族長」を意味する語による「敬称」であり、転じて姓や氏になったものであるが、さらに遡ると、中国周人の出自である。難波吉士・三宅吉士・草香部吉士などがあり、本拠地は摂津国嶋下郡吉志部村（現在の大阪府吹田市岸部町）。『新撰姓氏録』「摂津国皇別」によると、吉志氏は「難波忌寸同祖，大彦命之後也」となっており、一族は外交事務で多く活躍している。

## 経歴

### 新羅への派遣（推古5年）
『日本書紀』巻第二十二によると、推古天皇5年（598年）11月に新羅に派遣されたとあるのが名前の初出である。この2年前、595年に、
とあり、これは巻第二十一にある591年（崇峻天皇4年11月）の紀男麻呂・大伴咋・葛城烏那羅らを大将軍として、任那復興のために筑紫に派遣していた2万の軍を呼び戻したことを示している。
翌599年4月、新羅より帰国して、鵲（かささぎ）2羽を献上した。つがいは「難波社」（なにわのもり）で飼育され、木の枝に巣をつくって、子を産んだという。これと関係があるのかどうかは不明だが、同年8月に新羅は孔雀1羽を貢上した。さらに、その次の年の9月には、百済は駱駝（らくだ）1匹、驢（うさぎうま＝ロバ）を1頭、羊2頭、白い雉（きぎす＝キジ）を1羽貢上した。これらの動物は、589年に中国を統一した隋によってもたらされたものであろうと、直木孝次郎は述べている。『三国史記』によると、百済は隋建国の581年から使者をおくっており、新羅も594年に隋から「上開府楽浪郡公新羅王」（じょうかいふ らくろうぐんこう しらぎおう）に叙せられている。
推古天皇8年（601年）、新羅と任那が戦争をし、大和政権からの援軍が送られ、新羅が任那の調（みつぎ）を献上する、という形で決着がついた。

### 新羅への派遣（推古31年）
その20年ほどのちのことである。
推古天皇31年（623年）7月、新羅が任那を攻撃し、服属させた。大和政権は半島へ派兵しようとしたが、慎重論が勝利し、磐金は、一族の吉士倉下（きし の くらじ）と共に問責使として新羅・任那両国へ派遣された。磐金が新羅担当で、倉下が任那担当であった。
この時に磐金らが新羅に渡る際に、出迎えの船に任那側の船がないことを尋ねたため、新羅側は任那用の船を追加した、という。
時の新羅王は、真平王であったが、8人の大夫を派遣して、新羅国内のことを磐金に伝えた。そして約束していうには、
新羅は奈末智洗遅（なまちせんじ）を磐金に、任那人達奈良末遅（だちそちなまじ）を倉下につけてよこした。そして、磐金は倉下と合流し、新羅・任那両国の調を受け取った。しかし、磐金らがまだ帰国する前に大和政権は、境部雄摩侶・中臣国子の両名を大将軍とする征新羅軍が派遣されてしまった。この時、磐金らは風を待って出向しようと港に集まっていたが、両国の使いはこの様子を望見し、愕然とした。そこで代役を立てて、任那の調の使いとして、逃げかえってしまった。
磐金は、「軍を起こすことは先の約束とは違う。これでは任那のことはまたうまく行くまい」と倉下と語り合ったという。
2人はその年の11月に帰国し、この時の有様を大臣の蘇我馬子に詳しく報告した。その時馬子は、
と言ったと伝えられる。
この軍事行動は大和政権内部の対立を露わにしたものであり、これによりしばらく続いた新羅との善隣外交も崩れ去った。

### 百済弔使の訪問（皇極元年）
それから19年後、草壁吉士磐金（くさかべ の きし いわかね）という男が『書紀』巻第二十四に登場する。
舒明天皇が崩御し、皇后の宝皇女（皇極天皇）が即位したが、この年（642年）、百済から帰国したばかりの阿曇連比羅夫（あずみのむらじひらぶ）が筑紫国から早馬で駆けつけ、百済が弔使を派遣してきたので、隨行してきたと報告した。その際に百済で内紛が起きていることを伝えたため、2月に比羅夫と草壁吉士磐金と、倭漢書直県（やまとのあや の ふみ の あたい あがた）を百済の弔使のところに派遣し、義慈王即位後の百済国内の様子を尋ねさせた、とある。
この草壁吉士磐金も、実は吉士磐金と同一人物ではないか、とも言われている。『書紀』巻第十四には、推定454年、安康天皇の時に大草香皇子に殉じた難波吉士日香蚊（なにわのきしひかか）の子孫に、雄略天皇が推定470年に大草香部吉士の氏姓を授けた、という記事が見える。
ただし、同一人物だとすると、かなりの老齢になる。